# یونکرس کا ۱۶
یونکرس کی ۱۶ (به انگلیسی: Junkers K 16) یک هواگرد ساختِ کارخانهٔ یونکرس در کشور آلمان است . این هواگرد برای نخستین بار در ۳ مارس ۱۹۲۱ میلادی مورد استفاده قرار گرفت.